# ナンガ
株式会社ナンガ（英: NANGA INC.）は、日本のアウトドア用寝具・衣料メーカーである。
本社所在地は滋賀県米原市本市場182-1

## 概要
前身は、1941年に創業した横田縫製で、寝具メーカーの下請けとして炬燵布団や敷き布団の製造を手掛けていた。1960年代に入ると大手寝具メーカーの値下げ要請と生産の海外移転が強まったため、技術力を生かし寝袋メーカーの下請けとして寝袋の生産を開始。　その後寝袋も縫製の海外移転が進むと下請けとしての限界を感じた二代目の社長がメーカーとしての独立と独自ブランドの立ち上げを決断。
1990年に有限会社コスモスを設立し、1993年に株式会社ヨコタコスモスに改組した。1995年に社名を現在の『ナンガ』に変更。8,000m峰で屈指の難易度を持ち大量の死傷者を出していたナンガ・パルバット峰の名を冠することで困難に立ち向かう決意を込めたという。
現在は主力の羽毛寝袋のほかにダウンジャケットなどの衣料品、他社ブランド製品やコラボレーション商品なども増加している。
品質維持のために国内生産に拘っており、1999年から自社生産品には独自サービスである永久保証を行っている。
2015年6月12日に東京都目黒区碑文谷に直営店を開店。

## 主な製品
- UDDシリーズ - 高耐久撥水処理を施し羽毛の弱点だった水濡れ対策を強化した寝袋
- オーロラシリーズ - 表地に防水コーティング素材を使用しカバーを省くことで蒸れを防ぐ寝袋
- アルピニストシリーズ - 蒸れが避けられない長期間の連続使用を念頭に置いて中綿に化繊を使用した寝袋